# 比耶尔地区沙伊
比耶尔地区沙伊（法語：Chailly-en-Bière，法語發音：[ʃaji ɑ̃ bjɛʁ] ⓘ），或纯音译作沙伊昂比耶尔，是法国塞纳-马恩省的一个市镇，位于该省西南部，属于默伦区。

## 地理
比耶尔地区沙伊（48°28'2"N, 2°36'27"E）面积13.08 平方千米，位于法国法蘭西島大區塞纳-马恩省，该省份为法国北部内陆省份，北起瓦兹省，西接埃松省、马恩河谷省、塞纳-圣但尼省和瓦兹河谷省，南至卢瓦雷省，东南接约讷省，东临马恩省和奥布省，东北接埃纳省。
与比耶尔地区沙伊接壤的市镇（或旧市镇、城区）包括：比耶尔地区维利耶、巴尔比宗、佩尔特、比耶尔地区弗勒里、枫丹白露、博泰伊-桑。

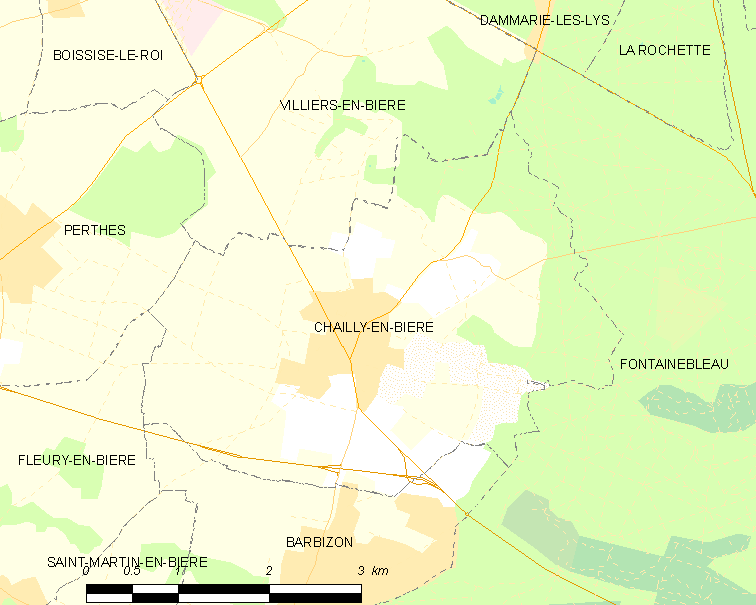
比耶尔地区沙伊的OSM定位图

比耶尔地区沙伊的时区为UTC+01:00、UTC+02:00（夏令时）。

## 行政
比耶尔地区沙伊的邮政编码为77930，INSEE市镇编码为77069。

## 政治
比耶尔地区沙伊所属的省级选区为枫丹白露县。

## 人口

1962-2008年间比耶尔地区沙伊人口变化图示

比耶尔地区沙伊于2022年1月1日时的人口数量为2172人。